# Masters de tennis masculin 1995
Les ATP Tour World Championships 1995 sont la 26e édition du Masters de tennis masculin, qui réunit les huit meilleurs joueurs disponibles en fin de saison ATP en simple. Les huit meilleures équipes de double sont également réunies pour la 22e fois.

## Faits marquants
(A venir)

## Participants
Andre Agassi, no 2 mondial, est forfait pour l'épreuve.
| #  | Rang | Joueur              | Pays           |
| -- | ---- | ------------------- | -------------- |
| 1. | 1    | Pete Sampras        | États-Unis     |
| 2. | 3    | Thomas Muster       | Autriche       |
| 3. | 4    | Michael Chang       | États-Unis     |
| 4. | 5    | Boris Becker        | Allemagne      |
| 5. | 6    | Ievgueni Kafelnikov | Russie         |
| 6. | 7    | Jim Courier         | États-Unis     |
| 7. | 8    | Thomas Enqvist      | Suède          |
| 8. | 9    | Wayne Ferreira      | Afrique du Sud |

## Phase de groupes

### Groupe rouge
- Résultats

| Joueur 1       | Joueur 2            | Score          |
| Pete Sampras   | Ievgueni Kafelnikov | 6-3, 6-3       |
| Boris Becker   | Wayne Ferreira      | 4-6, 6-2, 7-65 |
| Wayne Ferreira | Ievgueni Kafelnikov | 3-6, 7-65, 6-1 |
| Pete Sampras   | Boris Becker        | 6-2, 7-63      |
| Wayne Ferreira | Pete Sampras        | 7-61, 4-6, 6-3 |
| Boris Becker   | Ievgueni Kafelnikov | 6-4, 7-5       |

- Classement

| #  | Rang | Joueur              | Matches G - P | Sets G - P | Jeux G - P |
| -- | ---- | ------------------- | ------------- | ---------- | ---------- |
| 1. | 1    | Pete Sampras        | 2 - 1         | 5 - 2      | 40 - 31    |
| 2. | 4    | Boris Becker        | 2 - 1         | 4 - 3      | 38 - 36    |
| 3. | 8    | Wayne Ferreira      | 2 - 1         | 5 - 4      | 47 - 45    |
| 4. | 5    | Ievgueni Kafelnikov | 0 - 3         | 1 - 6      | 28 - 41    |

### Groupe blanc
- Résultats

| Joueur 1       | Joueur 2      | Score          |
| Thomas Enqvist | Jim Courier   | 6-3, 6-2       |
| Michael Chang  | Thomas Muster | 4-6, 6-2, 6-3  |
| Jim Courier    | Thomas Muster | 6-4, 4-6, 6-4  |
| Thomas Enqvist | Michael Chang | 6-1, 6-4       |
| Michael Chang  | Jim Courier   | 6-2, 7-5       |
| Thomas Enqvist | Thomas Muster | 6-4, 63-7, 6-4 |

- Classement

| #  | Rang | Joueur         | Matches G - P | Sets G - P | Jeux G - P |
| -- | ---- | -------------- | ------------- | ---------- | ---------- |
| 1. | 7    | Thomas Enqvist | 3 - 0         | 6 - 1      | 42 - 25    |
| 2. | 3    | Michael Chang  | 2 - 1         | 4 - 3      | 34 - 30    |
| 3. | 6    | Jim Courier    | 1 - 2         | 2 - 5      | 28 - 39    |
| 4. | 2    | Thomas Muster  | 0 - 3         | 3 - 6      | 40 - 50    |

## Phase finale
|  |                |            |               |            |            |              |     |        |        |        |        |        |        |        |
|  | 1/2 finale     | 1/2 finale | 1/2 finale    | 1/2 finale | 1/2 finale |              |     | Finale | Finale | Finale | Finale | Finale | Finale | Finale |
|  |                |            |               |            |            |              |     |        |        |        |        |        |        |        |
|  |                |            |               |            |            |              |     |        |        |        |        |        |        |        |
|  | Boris Becker   | (4)        | 6             | 65         | 7          |              |     |        |        |        |        |        |        |        |
|  | Boris Becker   | (4)        | 6             | 65         | 7          |              |     |        |        |        |        |        |        |        |
|  | Thomas Enqvist | (7)        | 4             | 7          | 5          |              |     |        |        |        |        |        |        |        |
|  | Thomas Enqvist | (7)        | 4             | 7          | 5          | Boris Becker | (4) | 7      | 6      | 7      |        |        |        |        |
|  |                |            |               |            |            | Boris Becker | (4) | 7      | 6      | 7      |        |        |        |        |
|  |                |            | Michael Chang | (3)        | 63         | 0            | 65  |        |        |        |        |        |        |        |
|  | Michael Chang  | (3)        | Michael Chang | (3)        | 63         | 0            | 65  | 6      | 6      |        |        |        |        |        |
|  | Michael Chang  | (3)        |               |            |            |              |     | 6      | 6      |        |        |        |        |        |
|  | Pete Sampras   | (1)        | 4             | 4          |            |              |     |        |        |        |        |        |        |        |
|  | Pete Sampras   | (1)        | 4             | 4          |            |              |     |        |        |        |        |        |        |        |

## Double

### Participants
| No | Équipe                          | Résultat (V, D)           |
| -- | ------------------------------- | ------------------------- |
| 1  | Todd Woodbridge Mark Woodforde  | Demi-finale (3V, 1D)      |
| 2  | Jacco Eltingh Paul Haarhuis     | Finale (4V, 1D)           |
| 3  | Grant Connell Patrick Galbraith | Victoire (3V, 2D)         |
| 4  | Cyril Suk Daniel Vacek          | Demi-finale (2V, 2D)      |
| 5  | Mark Knowles Daniel Nestor      | Phase de groupes (0V, 3D) |
| 6  | Rick Leach Scott Melville       | Phase de groupes (1V, 2D) |
| 7  | Tommy Ho Brett Steven           | Phase de groupes (1V, 2D) |
| 8  | Luis Lobo Javier Sánchez        | Phase de groupes (1V, 2D) |

### Phase finale
|  |                                 |            |                             |            |                                 |     |   |        |        |        |        |        |        |        |
|  | 1/2 finale                      | 1/2 finale | 1/2 finale                  | 1/2 finale | 1/2 finale                      |     |   | Finale | Finale | Finale | Finale | Finale | Finale | Finale |
|  |                                 |            |                             |            |                                 |     |   |        |        |        |        |        |        |        |
|  |                                 |            |                             |            |                                 |     |   |        |        |        |        |        |        |        |
|  | Grant Connell Patrick Galbraith | (3)        | 7                           | 6          |                                 |     |   |        |        |        |        |        |        |        |
|  | Grant Connell Patrick Galbraith | (3)        | 7                           | 6          |                                 |     |   |        |        |        |        |        |        |        |
|  | Todd Woodbridge Mark Woodforde  | (1)        | 6                           | 3          |                                 |     |   |        |        |        |        |        |        |        |
|  | Todd Woodbridge Mark Woodforde  | (1)        | 6                           | 3          | Grant Connell Patrick Galbraith | (3) | 7 | 7      | 3      | 7      |        |        |        |        |
|  |                                 |            |                             |            |                                 | (3) | 7 | 7      | 3      | 7      |        |        |        |        |
|  |                                 |            | Jacco Eltingh Paul Haarhuis | (2)        | 6                               | 6   | 6 | 6      |        |        |        |        |        |        |
|  | Jacco Eltingh Paul Haarhuis     | (2)        | Jacco Eltingh Paul Haarhuis | (2)        | 6                               | 6   | 6 | 6      | 6      | 6      |        |        |        |        |
|  | Jacco Eltingh Paul Haarhuis     | (2)        |                             |            |                                 |     |   |        | 6      | 6      |        |        |        |        |
|  | Cyril Suk Daniel Vacek          | (4)        | 3                           | 2          |                                 |     |   |        |        |        |        |        |        |        |
|  | Cyril Suk Daniel Vacek          | (4)        | 3                           | 2          |                                 |     |   |        |        |        |        |        |        |        |